# America Ferrera
America Georgina Ferrera (* 18. dubna 1984, Los Angeles, Kalifornie, USA) je americká herečka honduraského původu. Je držitelkou několika ocenění, včetně ceny Emmy, Zlatého glóbu a Ceny Sdružení filmových a televizních herců. V letech 2007 a 2024 byla časopisem Time zařazena na seznam 100 nejvlivnějších lidí světa a v roce 2023 byla společností BBC zařazena na seznam 100 Women.
Svůj herecký debut zaznamenala v komediálním dramatu Správný ženský jsou do kulata (2002), přičemž za svůj výkon sklidila uznání. Prvního úspěchu dosáhla na začátku své kariéry rolemi ve filmech Rozbal to na plno (2002) a Sesterstvo putovních kalhot (2005). Dalšího uznání se jí dostalo za hlavní roli Betty Suarezové v komediálně-dramatickém seriálu Ošklivka Betty (2006–2010) společnosti ABC. Za svůj výkon v tomto seriálu získala cenu Emmy, Zlatý glóbus a Cenu Sdružení filmových a televizních herců pro nejlepší herečku v komediálním seriálu a stala se tak první latinskoamerickou ženou, která v této kategorii zvítězila.
Mezi její další významné filmové role patří drama The Dry Land (2010), romantická komedie Naše rodinná svatba (2010), kriminální drama Patrola (2012) a fantasy komedie Barbie (2023), za kterou obdržela nominaci na Oscara za nejlepší herečku ve vedlejší roli. Od roku 2010 dabuje postavu Astrid Hoffersonové ve filmové franšíze Jak vycvičit draka a ztvárnila hlavní roli v komediálním seriálu Superstore (2015–2021) stanice NBC, který také koprodukovala.

## Život

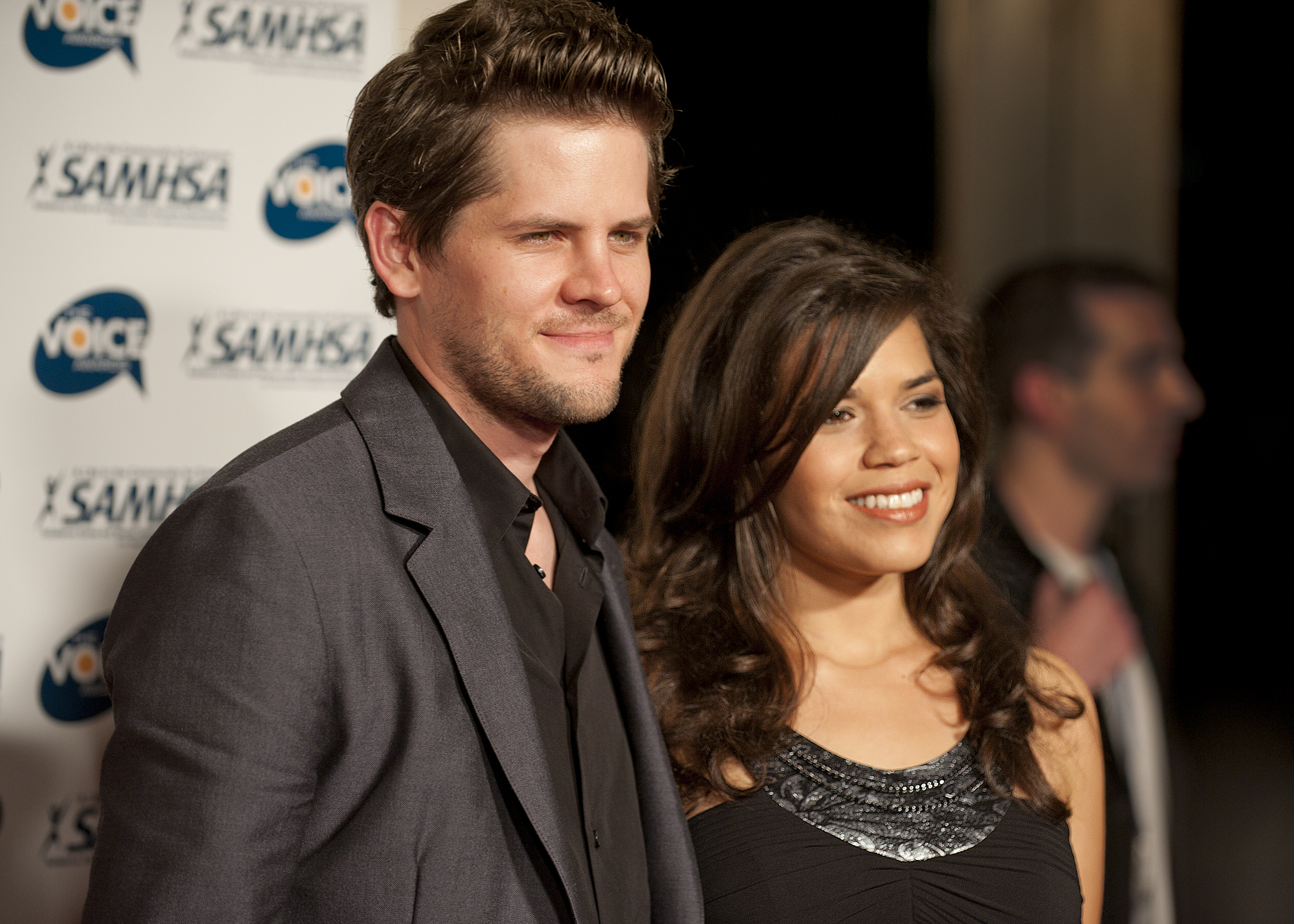
America Ferrera s manželem Ryanem Piersem Williamsem

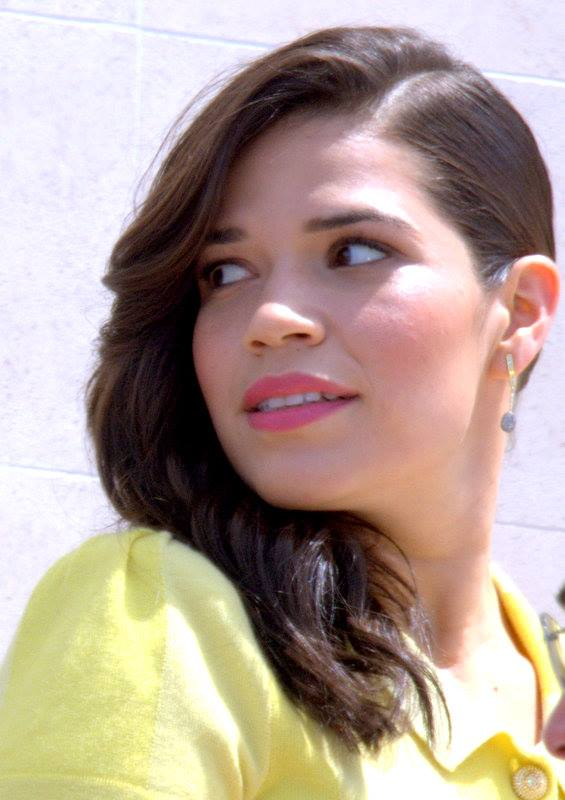
America Ferrera na filmovém festivalu v Cannes (2014)

America Georgine Ferrera se narodila 18. dubna 1984 v kalifornském Los Angeles jako nejmladší ze šesti dětí. Její rodiče, América Griselda Ayesová a Carlos Gregorio Ferrera, pocházeli z Tegucigalpy na Hondurasu, odkud do Spojených států emigrovali v 70. letech. Když bylo Ferrerové sedm let, její rodiče se rozvedli, otec se vrátil na Honduras a o šest potomků se tak starala jen matka, která pracovala v hotelu Hilton. America Ferrera svého otce již neviděla a ten roku 2010 na Hondurasu zemřel.
Vyrůstala v losangeleské části Woodland Hills, kde nejdříve navštěvovala základní školu Calabash Street Elementary School a později i střední školu El Camino Real High School. Hrála ve školních divadlech a působila i v jednom z komunitních divadel v Los Angeles. Její matka ji ale v herectví nepodporovala a očekávala, že kvůli hispánskému původu bude America Ferrera diskriminovaná. Většinou se uváděla pouze jako Georgina Ferrera, až když se herectví začala věnovat profesionálně, začala znovu používat své křestní jméno America.
Po dostudování střední školy začala díky prezidentskému stipendijnímu programu studovat na Univerzitě Jižní Kalifornie, kde se věnovala mezinárodním vztahům. Roku 2013, po deseti letech, zde v oboru získala bakalářský titul a studia ukončila. Právě na vysoké škole se setkala s hercem a režisérem Ryanem Piersem Williamsem (*1981), když ji vybral pro účinkování ve studentském filmu. V červnu roku 2010 se pár zasnoubil a 27. června následujícího roku proběhla svatba. V květnu 2018 pak na svém instagramovém profilu oznámila narození syna Sebastiana. 4. května 2020 se páru narodil druhý potomek: dcera Lucia.
Ferrerová je politicky aktivní a roku 2012 se během prezidentských voleb zapojovala do různých akcí s cílem podpořit v kandidatuře Baracka Obamu. Pod záštitou organizace Voto Latino nabádá americké Hispánce k zapojení do politiky. V roce 2016, během prezidentských voleb, měla proslov ve Filadelfii na setkání Demokratické strany

## Kariéra
V červenci 2002 se poprvé objevila v televizi: v televizním filmu Rozbal to naplno od Disney Channel. Ještě toho roku se poprvé objevila i v celovečerním filmu, a to ve snímku Patricie Cardosové Správný ženský jsou do kulata. Za tento film byla nominována na několik ocenění, například na cenu Sundance Film Festivalu v kategorii Zvláštní cena poroty nebo Young Artist Award pro nejlepší mladou ženu v hlavní roli. Ze tří nominovaných cen ale získala pouze tu na filmovém festivalu Sundance. Roku 2006 se objevila ve filmu Stín svědomí (v hlavní roli John Heard), za který byla nominována na cenu Independent Spirit Awards. Průlomu mezi zahraničními diváky dosáhla ještě roku 2006, kdy byla obsazena do hlavní role v televizním seriálu Ošklivka Betty jako Betty Suarezová. Seriál byl vytvořen na základě kolumbijské telenovely Yo soy Betty, la fea a právě za roli Betty Suarezové získala Ferrerová nejvíce nominací a ocenění, mezi nimi i Zlatý glóbus nebo Screen Actors Guild Award. Obdržela několik nominací na ocenění v různých kategoriích Teen Choice Award. Již po prvním roce natáčení byla nominována na Zlatý glóbus pro nejlepší ženský výkon v seriálu (komedie / muzikál) a cenu získala, v následujících letech byla nominována ještě dvakrát, ale nominaci neproměnila. Na její účinkování v seriálu reagovala například Hilda Solisová, americká politička a bývala ministryně práce, která vše okomentovala tak, že Ferrerové se daří bořit zažité mýty o vzhledu mladých Hispánek.
Za role Carmen Lowellové ve filmu Sesterstvo putovních kalhot získala dvakrát ocenění Teen Choice Award a jako hlavní postava účinkovala i ve druhém díle Sesterstvo putovních kalhot 2. Oba filmy natáčela po boku Amber Tamblynové, Alexis Bledelové a Blake Livelyové a s Tamblynovou si zůstaly blízké i po skončení natáčení.
Roku 2010 namluvila v angličtině postavu Astrid v Jak vycvičit draka a i ve všech dalších pokračováních tuto postavu dabovala. O dva roky později, v roce 2012, účinkovala ve čtyřhodinovém dokumentu Half the Sky: Turning Oppression into Opportunity for Women Worldwide, který popisuje příběhy dívek a žen v obtížných životních situacích a vypořádávání se s nimi. Po boku Davida Crosse a Julie Stilesové se ještě toho roku objevila v černé komedii It's a Disaster, která měla premiéru 12. dubna 2013 na losangeleském filmovém festivalu.

## Filmografie

### Film
| Rok  | Název                                   | Role                    | Poznámky                                      |
| ---- | --------------------------------------- | ----------------------- | --------------------------------------------- |
| 2002 | Správný ženský jsou do kulata           | Ana Garcia              |                                               |
| 2004 | Darkness Minus Twelve                   | Luiza                   | krátkometrážní film                           |
| 2005 | Legendy z Dogtownu                      | Thunder Monkey          |                                               |
| 2005 | How the Garcia Girls Spent Their Summer | Blanca Garcia           |                                               |
| 2005 | 3:52                                    | Kate                    |                                               |
| 2005 | Sesterstvo putovních kalhot             | Carmen Lowellová        |                                               |
| 2006 | Stín svědomí                            | Amy Barnes              |                                               |
| 2007 | V neděli v deset                        | Martha                  |                                               |
| 2007 | Muertas                                 | Rebecca                 | krátkometrážní film; také výkonná producentka |
| 2007 | Cesta do temnoty                        | Luiza                   | také producentka                              |
| 2008 | Zvonilka                                | Fawn (hlas)             |                                               |
| 2008 | Sesterstvo putovních kalhot 2           | Carmen Lowellová        |                                               |
| 2010 | Naše rodinná svatba                     | Lucia Ramirez           |                                               |
| 2010 | The Dry Land                            | Sarah                   | také výkonná producentka                      |
| 2010 | Jak vycvičit draka                      | Astrid Hofferson (hlas) |                                               |
| 2010 | Legend of the Boneknapper Dragon        | Astrid Hofferson (hlas) | krátkometrážní film                           |
| 2011 | Dragons: Gift of the Night Fury         | Astrid Hofferson (hlas) | krátkometrážní film                           |
| 2011 | Book of Dragons                         | Astrid Hofferson (hlas) | krátkometrážní film                           |
| 2012 | Patrola                                 | Strážník Orozcová       |                                               |
| 2012 | Half the Sky                            | Samu sebe               | dokument                                      |
| 2012 | It's a Disaster                         | Hedy Galili             |                                               |
| 2014 | X/Y                                     | Silvia                  | také producentka                              |
| 2014 | Jak vycvičit draka 2                    | Astrid Hofferson (hlas) |                                               |
| 2014 | Dragons: Dawn of the Dragon Racers      | Astrid Hofferson (hlas) | krátkometrážní film                           |
| 2014 | Chavez                                  | Helen Chávezová         |                                               |
| 2016 | Special Correspondents                  | Brigida                 |                                               |
| 2019 | Jak vycvičit draka 3                    | Astrid Hofferson (hlas) |                                               |
| 2023 | Barbie                                  | Gloria                  |                                               |
| 2023 | Peníze těch tupců                       | Jennifer Campbell       |                                               |

### Televize
| Rok                  | Název                                | Role                    | Poznámky                                           |
| -------------------- | ------------------------------------ | ----------------------- | -------------------------------------------------- |
| 2002–2008, 2010–2011 | Independent Lens                     | sama sebe / moderátorka | (5.–9. řada, 12.–13. řada), 112 dílů               |
| 2002                 | Dotek anděla                         | Charlee                 | díl: „The Word“                                    |
| 2002                 | Rozbal to naplno                     | Yolanda „Yoli“ Vargas   | TV film                                            |
| 2004                 | Plainsong                            | Victoria Roubideaux     | TV film                                            |
| 2004                 | Kriminálka Las Vegas                 | April Perez             | díl: „Odběratelé“                                  |
| 2006–2010            | Ošklivka Betty                       | Betty Suarez            | hlavní role, 85 dílů                               |
| 2011–2013            | Dobrá manželka                       | Natalie Flores          | 4 díly                                             |
| 2011                 | Handy Manny                          | Graciela Morales (hlas) | díl: „Snow Problem“                                |
| 2012–2018            | Jak vycvičit draky: Závod na hřeben  | Astrid Hofferson (hlas) | hlavní role                                        |
| 2014                 | Years of Living Dangerously          | sama sebe               | díl: „Winds of Change“                             |
| 2015–2021            | Superstore                           | Amy Dubanowski/Sosa     | hlavní role; také producentka a režisérka (4 díly) |
| 2016                 | Bitva playbacků                      | sama sebe               | díl: „America Ferrera vs. Amber Tamblyn“           |
| 2017                 | Larry, kroť se                       | Vanessa Nadal           | díl: „The Shucker“                                 |
| 2019                 | How to Train Your Dragon: Homecoming | Astrid Hofferson (hlas) |                                                    |
| 2020                 | Gentefied                            | —                       | výkonná producentka, režisérka                     |
| 2021–dosud           | Co kdyby...?                         | Ranger Morales (hlas)   |                                                    |
| 2022                 | WeCrashed                            | Elishia Kennedy         | hlavní role                                        |